# Lubec
Lubec – miasto w Stanach Zjednoczonych, w stanie Maine, w hrabstwie Washington. Jest to najdalej na wschód wysunięte miasto w tak zwanej kontynentalnej części Stanów Zjednoczonych.